# کری هور
کری هور (انگلیسی: Kerry Hore; ۳ ژوئیهٔ ۱۹۸۱ – ) قایقران روئینگ اهل استرالیا بود.
وی در مسابقات کشوری و بین‌المللی در مجموع برندهٔ ۱ مدال طلا، ۲ مدال نقره، ۱ مدال برنز شده‌است.